# Spring (álbum)
Spring es el primer y único álbum de estudio y álbum debut de la banda británica de rock Spring. 
Se le considera un clásico menor del rock progresivo y hoy en día se le considera igual un álbum de culto y buscado por coleccionistas.

## Lista de canciones
Todas las canciones escritas y compuestas por Spring. 
| Spring |                                       |          |  |
| N.º    | Título                                | Duración |  |
| 1.     | «The Prisoner (Eight to Ten)»         | 05:34    |  |
| 2.     | «Grail»                               | 06:31    |  |
| 3.     | «Boats»                               | 01:49    |  |
| 4.     | «Shipwrecked Soldier»                 | 05:16    |  |
| 5.     | «Golden Fleece»                       | 06:58    |  |
| 6.     | «Inside Out»                          | 04:54    |  |
| 7.     | «Song to Absent Friends (The Island)» | 02:43    |  |
| 8.     | «Gazing»                              | 05:50    |  |
| 40:14  |                                       |          |  |

## Personal
- Kipps Brown - Teclados.
- Adrian Maloney - Bajo.
- Ray Martínez - Guitarra y teclados.
- Pat Moran - Teclados y voz.
- Pick Withers - Percusión.

### Datos técnicos
- Robin Geoffrey - Ingeniero.
- Gus Dudgeon - Productor.
- Keef - Diseño y fotografía.
- Kingsley Ward - Ingeniero.

- Datos: Q3967237